# Plocoglottis
Plocoglottis – rodzaj roślin z rodziny storczykowatych (Orchidaceae). Obejmuje 35 gatunków występujących w Azji Południowo-Wschodniej w takich krajach i regionach jak: Archipelag Bismarcka, Borneo, Kambodża, Chiny, Jawa, Laos, Małe Wyspy Sundajskie, Malezja Zachodnia, Moluki, Mjanma, Nowa Gwinea, Nikobary, Filipiny, Wyspy Salomona, Celebes, Sumatra, Tajlandia, Wietnam.

## Systematyka
Rodzaj sklasyfikowany do plemienia Collabieae, podrodzina epidendronowe (Epidendroideae), rodzina storczykowate (Orchidaceae), rząd szparagowce (Asparagales) w obrębie roślin jednoliściennych.
Wykaz gatunków
- Plocoglottis angulata J.J.Sm.
- Plocoglottis bicallosa Ames
- Plocoglottis bokorensis (Gagnep.) Seidenf.
- Plocoglottis borneensis Ridl.
- Plocoglottis confertiflora J.J.Sm.
- Plocoglottis copelandii Ames
- Plocoglottis dilatata Blume
- Plocoglottis gigantea (Hook.f.) J.J.Sm.
- Plocoglottis hirta Ridl.
- Plocoglottis janowskii J.J.Sm.
- Plocoglottis javanica Blume
- Plocoglottis kaniensis Schltr.
- Plocoglottis lacuum J.J.Sm.
- Plocoglottis lancifolia J.J.Sm.
- Plocoglottis latifrons J.J.Sm.
- Plocoglottis lobulata Schltr.
- Plocoglottis loheriana (Kraenzl.) Goebel
- Plocoglottis longicuspis J.J.Sm.
- Plocoglottis lowii Rchb.f.
- Plocoglottis lucbanensis Ames
- Plocoglottis mamberamensis J.J.Sm.
- Plocoglottis mindorensis Ames
- Plocoglottis moluccana Blume
- Plocoglottis neohibernica Schltr.
- Plocoglottis parviflora Ridl.
- Plocoglottis plicata (Roxb.) Ormerod
- Plocoglottis pseudomoluccana Schltr.
- Plocoglottis quadrifolia J.J.Sm.
- Plocoglottis sakiensis Schltr.
- Plocoglottis seranica J.J.Sm.
- Plocoglottis sororia J.J.Sm.
- Plocoglottis sphingoides J.J.Sm.
- Plocoglottis striata J.J.Sm.
- Plocoglottis torana J.J.Sm.
- Plocoglottis torricellensis Schltr.